# Davorin Kuljašević
Davorin Kuljašević (Zagreb, 22. listopada 1986.), hrvatski šahist i šahovski velemajstor.
Najviši plasman u svijetu imao je tijekom 2012., kada je bio 295., a u Europi 292. Velemajstorski naslov stekao je 2010. godine.